# وليك العليا (دابوي الجنوبي)
ولیك العليا (بالفارسية: ولیک علیا) هي قرية تقع في إيران في قسم دابوي الجنوبی الريفي. يقدر عدد سكانها بـ 646 نسمة بحسب إحصاء 2016.